# Contea di Mississippi (Arkansas)
La contea di Mississippi, in inglese Mississippi County, è una contea dello Stato dell'Arkansas, negli Stati Uniti. La popolazione al censimento del 2000 era di 51 979 abitanti. I capoluoghi di contea sono due: Blytheville e Osceola.

## Storia
La contea di Mississippi fu istituita il 1º novembre 1833.